# Шнеебергер, Джон
Джон Шнеебергер (англ. John Schneeberger; 1961, Лусака, Замбия) — преступник из Северной Родезии, который, работая врачом в Канаде, в 1992 году накачал наркотиками и изнасиловал одну из своих пациенток, а также свою падчерицу. В течение многих лет он избегал ареста, имплантируя поддельный образец крови в пластиковую пробирку в своей руке, что искажало результаты теста ДНК.

## Ранняя жизнь
Джон Шнеебергер вырос в Северной Родезии (ныне Замбия) и получил медицинскую степень в Стелленбосском университете в Южной Африке. В 1987 году он переехал в Канаду. Он жил в городе Киплинг, Саскачеван, и практиковал в Медицинском центре Киплинга.
В 1991 году он женился на Лизе Диллман, у которой было двое детей от предыдущего брака. В браке у Шнеебергера и Диллмана родились две дочери. В 1993 году он получил канадское гражданство и по-прежнему сохранял свое другое гражданство.

## Дело об изнасиловании
Шнеебергер был обвинён в серьёзных сексуальных преступлениях и осуждён после того, как несколько раз успешно срывал тесты ДНК.
В ночь на 31 октября 1992 года Шнеебергер усыпил свою 23-летнюю пациентку Кэндис и изнасиловал её. В то время как Версед — успокоительное, которое он использовал, — обладает сильным амнестическим эффектом, Кэнди всё ещё могла помнить изнасилование. Она сообщила о преступлении в полицию.
Однако было обнаружено, что образец крови Шнеебергера не совпадает с образцами спермы предполагаемого насильника, что снимает с него подозрения. В 1993 году по просьбе жертвы тест был повторен, но результат также был отрицательным. В 1994 году дело было закрыто.
Кэнди, всё ещё убеждённая в правдивости своих воспоминаний, наняла Ларри О’Брайена, частного детектива, для расследования этого дела. Он вломился в машину Шнеебергера и получил ещё один образец ДНК, который на этот раз соответствовал сперме на нижнем белье и брюках жертвы. В результате был организован третий официальный тест. Полученный образец крови был признан слишком маленьким и слишком низкого качества, чтобы его можно было использовать для анализа.
В 1997 году Лиза Шнеебергер узнала, что её муж неоднократно накачивал наркотиками и насиловал её 15-летнюю дочь от первого брака. Она сообщила о нём в полицию, которая назначила четвёртый тест ДНК. На этот раз было взято несколько образцов: кровь, мазок изо рта и волосяной фолликул. Все трое соответствовали сперме насильника.
Во время судебного разбирательства 1999 года Шнеебергер раскрыл метод, который он использовал, чтобы сорвать тесты ДНК. Он имплантировал себе в руку 15-сантиметровую дренажную трубу Пенроуза, заполненную кровью другого человека и антикоагулянтами. Во время тестов он обманом заставил лаборанта взять образец крови из того места, где была установлена пробирка.
Он был признан виновным в сексуальном насилии, применении ядовитых веществ и препятствовании правосудию, получив шестилетний тюремный срок.
Колледж врачей и хирургов Саскачевана лишил Шнеебергера медицинской лицензии, а также его жена развелась с ним. Она также сообщила о нём канадским иммиграционным властям.
В 2003 году Шнеебергер был условно-досрочно освобождён после четырёх лет тюремного заключения. Он был лишён своего канадского гражданства (предоставленного в 1993 году) из-за того, что получил своё гражданство незаконно, поскольку он солгал канадскому судье по гражданству, утверждая, что он не является объектом полицейского расследования. В декабре 2003 года канадские власти лишили его гражданства и распорядились о его депортации.
Будучи постоянным жителем Южной Африки, он был возвращён туда в июле 2004 года. Он переехал в Дурбан, чтобы жить со своей матерью. Согласно сообщению газеты «Mercury News» в Дурбане, Шнеебергер подал заявление в Совет медицинских работников Южной Африки о приёме на работу в медицине менее чем через три недели после его прибытия в Дурбан. Совет рассматривал вопрос о регистрации бывшего врача, пока Шнеебергер внезапно не отозвал его в середине октября.

## В культуре
Его случай был показан в 2003 году в криминальном сериале «72 часа» (также «Добрый доктор») на канале CBC, а также в канадском фильме «Я обвиняю». Это также было показано в эпизоде Forensic Files («Плохая кровь») на truTV.
Этот случай также вдохновил на создание художественных произведений, в том числе «Интуиция», эпизода пятого сезона сериала Закон и порядок: Специальный корпус.
Случай был показан в 7-м эпизоде «Аутопсии» под названием «Мертвецы разговаривают» (2001) на канале HBO.